# Vincent Sierro
Vincent Olivier Sierro (ur. 8 października 1995 w Sionie) – szwajcarski piłkarz grający na pozycji pomocnika we francuskim klubie Toulouse FC oraz reprezentacji Szwajcarii. Uczestnik Mistrzostw Europy 2024.